# 栃木県那須庁舎

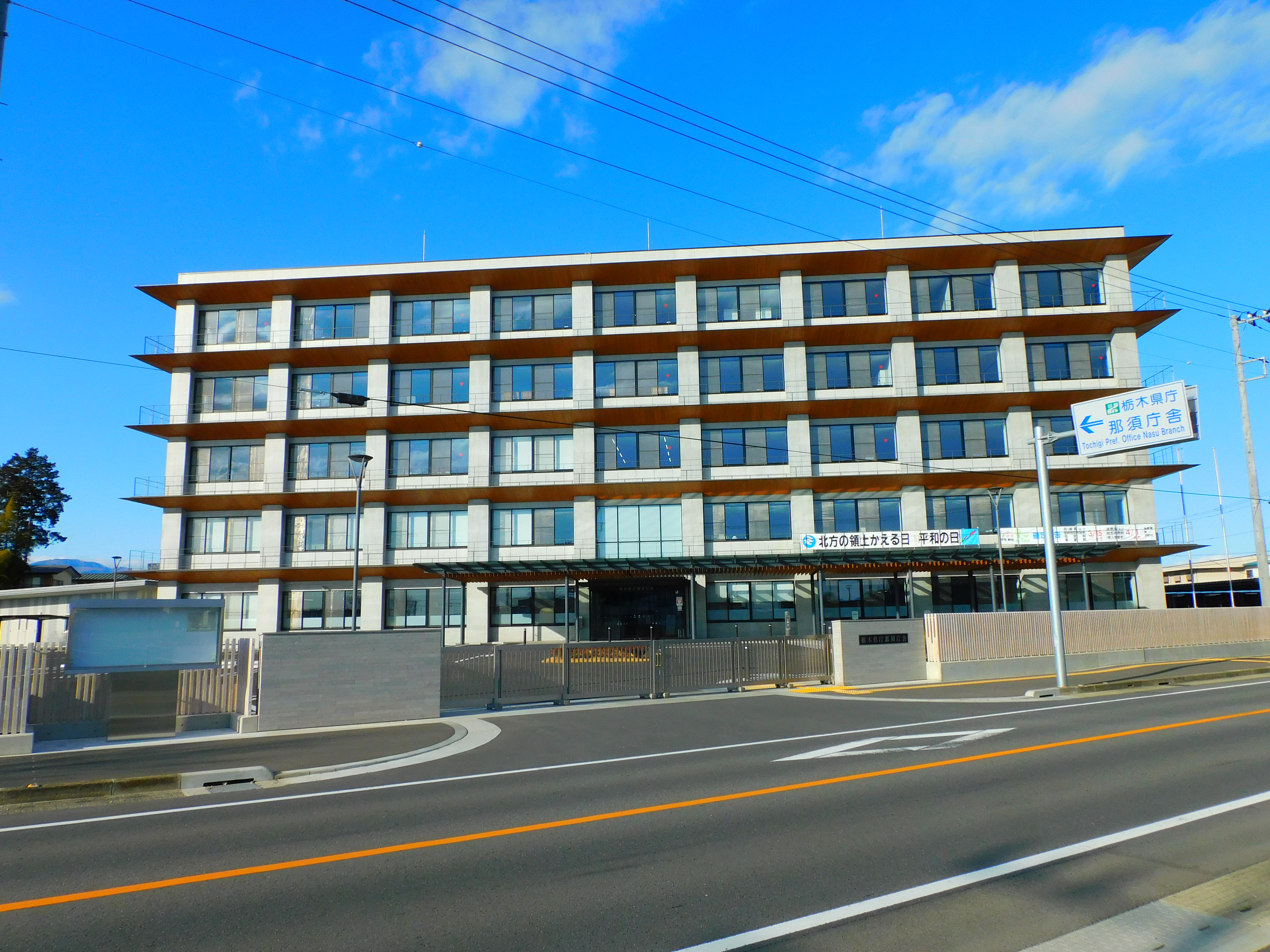
栃木県庁那須庁舎

栃木県那須庁舎（とちぎけんなすちょうしゃ）は、栃木県大田原市にある栃木県の出先機関の庁舎。

## 概要
従来は大田原市中央1丁目9-9に所在していたが、1965年（昭和45年）建築で建物の老朽化やエネルギー使用が非効率のため、大田原市本町2丁目の那須農業振興事務所跡地に約2年の工期で新庁舎を新築し、2023年（令和5年）2月27日より、旧庁舎から新庁舎に順次移転するほか、周辺に点在していた3機関も集約し、同年3月13日までに新庁舎に完全に移転して業務を開始する。
新庁舎本館は5階建てで延べ床面積は約7400平方メートル。設計・監理はAIS総合設計、施工は那須・石川・七浦特定工事共同企業体。内外装には芦野石や八溝杉などの地場資材、烏山和紙や黒羽藍染、竹細工などの伝統工芸品を多用し、総工費は約57億円。書類書庫や防災備蓄倉庫の付属棟と車庫を併設し、災害時には防災拠点となる。

## 入居機関
- 大田原県税事務所
- 県北環境森林事務所
- 大田原労政事務所
- 那須教育事務所
- 県北健康福祉センター（2023年3月6日から那須庁舎に集約）[6]
- 大田原土木事務所（2023年3月13日から那須庁舎に集約）[7]
- 那須農業振興事務所（2023年2月27日から那須庁舎に集約）[8]

## 住所
- 旧住所 栃木県大田原市中央1丁目9-9[1]
- 新住所 栃木県大田原市本町2丁目2828-4

## 交通アクセス
- JR宇都宮線西那須野駅東口より大田原市営バス 大田原市内循環線にて「那須庁舎前」バス停下車
※大田原市営バスは2023年4月1日にバス停名称変更し旧那須庁舎前を「那須庁舎前」から「正法寺入口」に改称、新庁舎前を旧称「労働基準監督署前」より「那須庁舎前」に改称している[9]。